# 鄭日永
鄭日永（：／ Chung Il-yung，1957年8月14日—），大韓民國自由派政治人物，第21屆國會議員。